# Aneomochtherus oschii
Aneomochtherus oschii là một loài ruồi trong họ Asilidae. Aneomochtherus oschii được Lehr miêu tả năm 1996. Loài này phân bố ở vùng Cổ Bắc giới.